# Mercedes-Benz R-klass
Mercedes-Benz R-klass är en crossover mellan en minibuss och kombi grundad på en SUV-bottenplatta. Bilen byggdes i Daimler AGs fabrik i Alabama, USA mellan 2005 och 2013.
Versioner:
| Modell       | Årsmodell | Motor          | Cylindervolym | Effekt | Bränslesystem           |
| ------------ | --------- | -------------- | ------------- | ------ | ----------------------- |
| R320 CDI     | 2005-09   | OM642: V6 DOHC | 2987 cm³      | 224 hk | Common rail turbodiesel |
| R350         | 2005-13   | M272: V6 DOHC  | 3498 cm³      | 272 hk | Bränsleinsprutning      |
| R500         | 2005-07   | M113: V8 SOHC  | 4966 cm³      | 306 hk | Bränsleinsprutning      |
| R280 CDI     | 2006-12   | OM642: V6 DOHC | 2987 cm³      | 190 hk | Common rail turbodiesel |
| R63 AMG      | 2006-07   | M156: V8 DOHC  | 6208 cm³      | 510 hk | Bränsleinsprutning      |
| R280         | 2008-13   | M272: V6 DOHC  | 2996 cm³      | 231 hk | Bränsleinsprutning      |
| R500         | 2008-13   | M273: V8 DOHC  | 5461 cm³      | 388 hk | Bränsleinsprutning      |
| R350 BlueTEC | 2009-12   | OM642: V6 DOHC | 2987 cm³      | 211 hk | Common rail turbodiesel |
| R350 CDI     | 2010-12   | OM642: V6 DOHC | 2987 cm³      | 265 hk | Common rail turbodiesel |